# Вурмберг
Вурмберг (нем. Wurmberg) — община в Германии, районный центр, расположен в земле Баден-Вюртемберг. 
Подчиняется административному округу Карлсруэ. Входит в состав района Энц.  Население составляет 3014 человек (на 31 декабря 2010 года). Занимает площадь 7,36 км².